# Peronospora destructor
Peronospora destructor (Berk.) Casp. ex Berk. – gatunek organizmów należący do grzybopodobnych lęgniowców. Wywołuje chorobę o nazwie mączniak rzekomy cebuli.

## Systematyka i nazewnictwo
Pozycja w klasyfikacji według Index Fungorum:  Peronospora, Peronosporaceae, Peronosporales, Peronosporidae, Peronosporea, Incertae sedis, Oomycota, Chromista.
Po raz pierwszy takson ten zdiagnozował w 1841 r. Miles Joseph Berkeley nadając mu nazwę Botrytis destructor. Obecną, uznaną przez Index Fungorum nazwę nadali mu w 1860 r. Robert Caspary i M.J. Berkeley, przenosząc go do rodzaju Peronospora.
Synonimy:
- Botrytis destructor Berk 1841
- Peronospora schleidenii Unger 1847[3].

## Morfologia i rozwój
Peronospora destructor jest mikroskopijnym pasożytem obligatoryjnym występującym na całym świecie. Na liściach i innych częściach porażonego pędu cebuli zwyczajnej powoduje powstawanie jasnoszarego nalotu, w którym tworzą się konidiofory z zarodnikami sporangialnymi (konidiami). Nalot ten tworzy się nocą. Po pewnym czasie plamy stają się czarne wskutek wtórnego zainfekowania mikroskopijnymi grzybami saprotroficznymi z rodzajów Alternaria, Cladosporium, Epicoccum i inne.
Konidiofory mają długość 200–570 µm, średnicę 10–17 µm, u podstawy są pogrubione do 20 µm. Rozgałęziają się monopodialnie 5–7 razy. Ich odgałęzienia są proste lub lekko zakrzywione, wzniesione, Końcowe gałęzie są dziobowate lub rozwidlone i zakrzywione, równomiernie zwężające się, stępione u góry, ukośne pod mniej lub bardziej ostrym kątem, czasem proste, do 23 µm długości, 2,5–5 µm szerokości u podstawy. Konidia elipsoidalne, zwężone u podstawy, czasami z dużą brodawką, zaokrąglone lub lekko zaostrzone u góry, żółtobrązowe, o wymiarach 42–60 × 20–32 µm
Zarodniki mają klinowato zwężającą się nasadę, są żółtobrunatne, o wymiarach 42–60 × 20–32 μm. Tworzą się również kuliste oospory o średnicy 30–45 μm z nieregularnie ułożonym episporium o średnicy do 6 µm.